# Cussac-Fort-Médoc
Pour les articles homonymes, voir Cussac et Médoc (homonymie).
Cussac-Fort-Médoc est une commune du Sud-Ouest de la France, située dans le département de la Gironde, en région Nouvelle-Aquitaine.

## Géographie

### Localisation

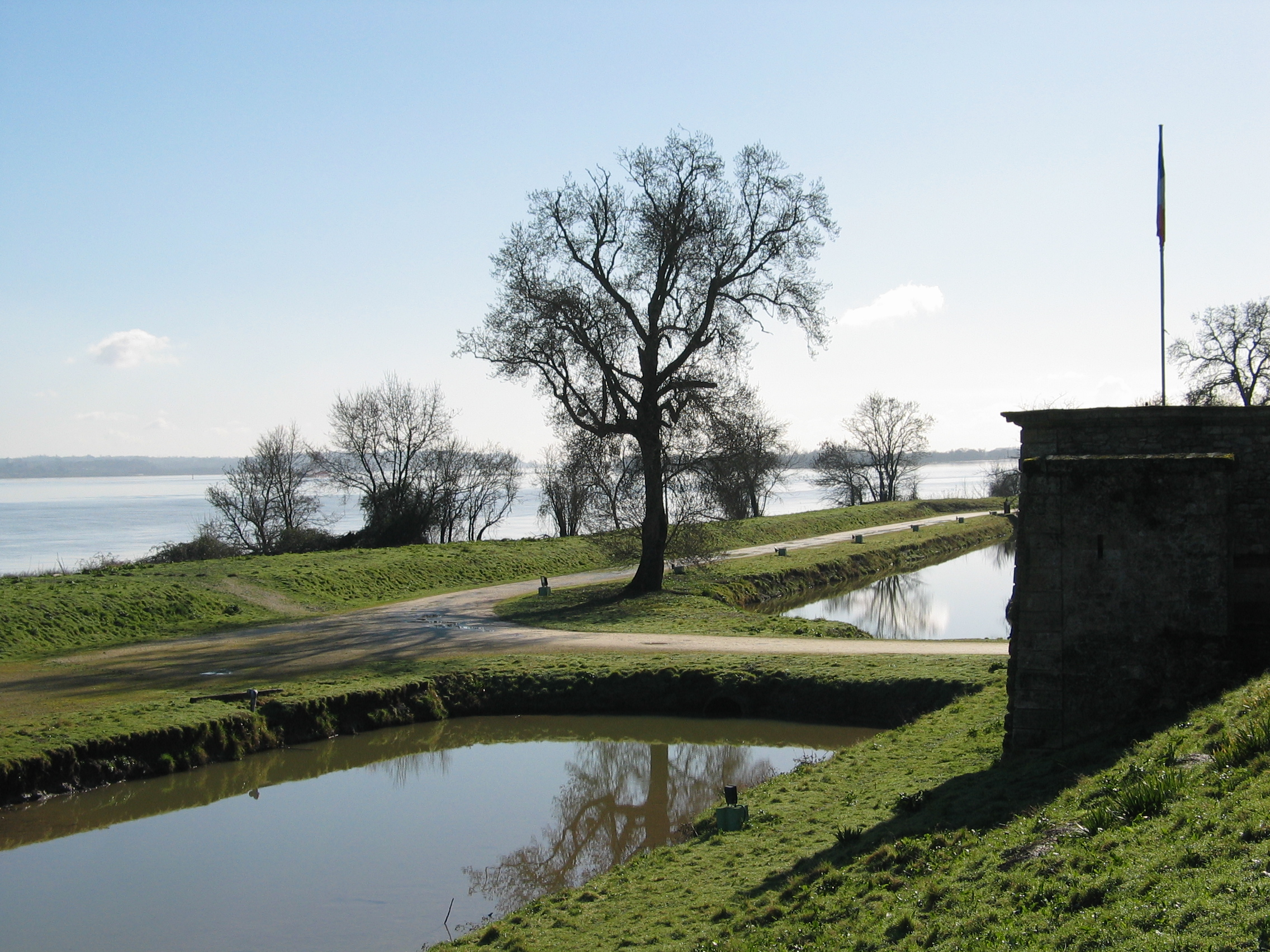
La Gironde vue depuis le site de Fort Médoc.

Commune du Médoc située dans l'aire d'attraction de Bordeaux en rive gauche de l'estuaire de la Gironde, face à Blaye.

### Communes limitrophes
Les communes de Saint-Genès-de-Blaye et Blaye sont sur la rive droite de l'estuaire de la Gironde. L'île Nouvelle et le fort Pâté appartiennent à Blaye.

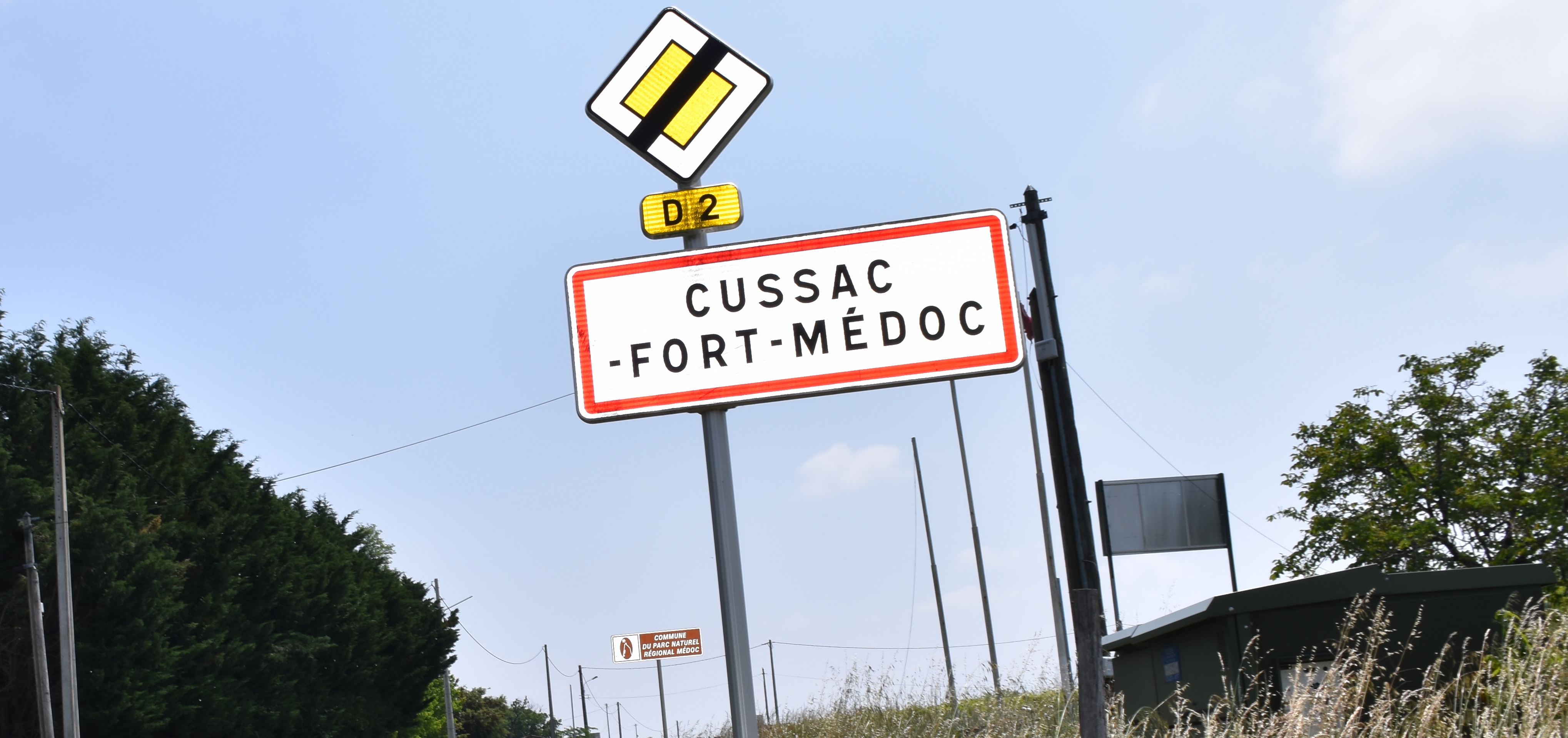
Une entrée de la commune.

Les communes limitrophes sont  Blaye, Lamarque, Listrac-Médoc, Saint-Genès-de-Blaye, Saint-Julien-Beychevelle et Saint-Laurent-Médoc.
|                     | Saint-Julien-Beychevelle | Saint-Genès-de-Blaye (par un quadripoint) |
| Saint-Laurent-Médoc | Cussac-Fort-Médoc        | Blaye                                     |
| Listrac-Médoc       | Lamarque                 |                                           |

### Climat
Pour des articles plus généraux, voir Climat de la Nouvelle-Aquitaine et Climat de la Gironde.
Historiquement, la commune est exposée à un climat océanique aquitain.  
En 2020, Météo-France publie une typologie des climats de la France métropolitaine dans laquelle la commune est exposée à un climat océanique et est dans la région climatique  Littoral charentais et aquitain, caractérisée par une pluviométrie élevée en automne et en hiver, un bon ensoleillement, des hiver doux (6,5 °C), soumis à la brise de mer.
Pour la période 1971-2000, la température annuelle moyenne est de 13,2 °C, avec une amplitude thermique annuelle de 14,1 °C. Le cumul annuel moyen de précipitations est de 884 mm, avec 12,2 jours de précipitations en janvier et 6,6 jours en juillet. Pour la période 1991-2020, la température moyenne annuelle observée sur la station météorologique la plus proche, située sur la commune de Pauillac à 10 km à vol d'oiseau, est de 14,0 °C et le cumul annuel moyen de précipitations est de 857,0 mm,. Pour l'avenir, les paramètres climatiques de la commune estimés pour 2050 selon différents scénarios d’émission de gaz à effet de serre sont consultables sur un site dédié publié par Météo-France en novembre 2022.

## Urbanisme

### Typologie
Au 1er janvier 2024, Cussac-Fort-Médoc est catégorisée bourg rural, selon la nouvelle grille communale de densité à sept niveaux définie par l'Insee en 2022.
Elle appartient à l'unité urbaine de Cussac-Fort-Médoc, une unité urbaine monocommunale constituant une ville isolée,. Par ailleurs la commune fait partie de l'aire d'attraction de Bordeaux, dont elle est une commune de la couronne,. Cette aire, qui regroupe 275 communes, est catégorisée dans les aires de 700 000 habitants ou plus (hors Paris),.
La commune, bordée par l'estuaire de la Gironde, est également une commune littorale au sens de la loi du 3 janvier 1986, dite loi littoral. Des dispositions spécifiques d’urbanisme s’y appliquent dès lors afin de préserver les espaces naturels, les sites, les paysages et l’équilibre écologique du littoral, tel le principe d'inconstructibilité, en dehors des espaces urbanisés, sur la bande littorale des 100 mètres, ou plus si le plan local d’urbanisme le prévoit.

### Occupation des sols

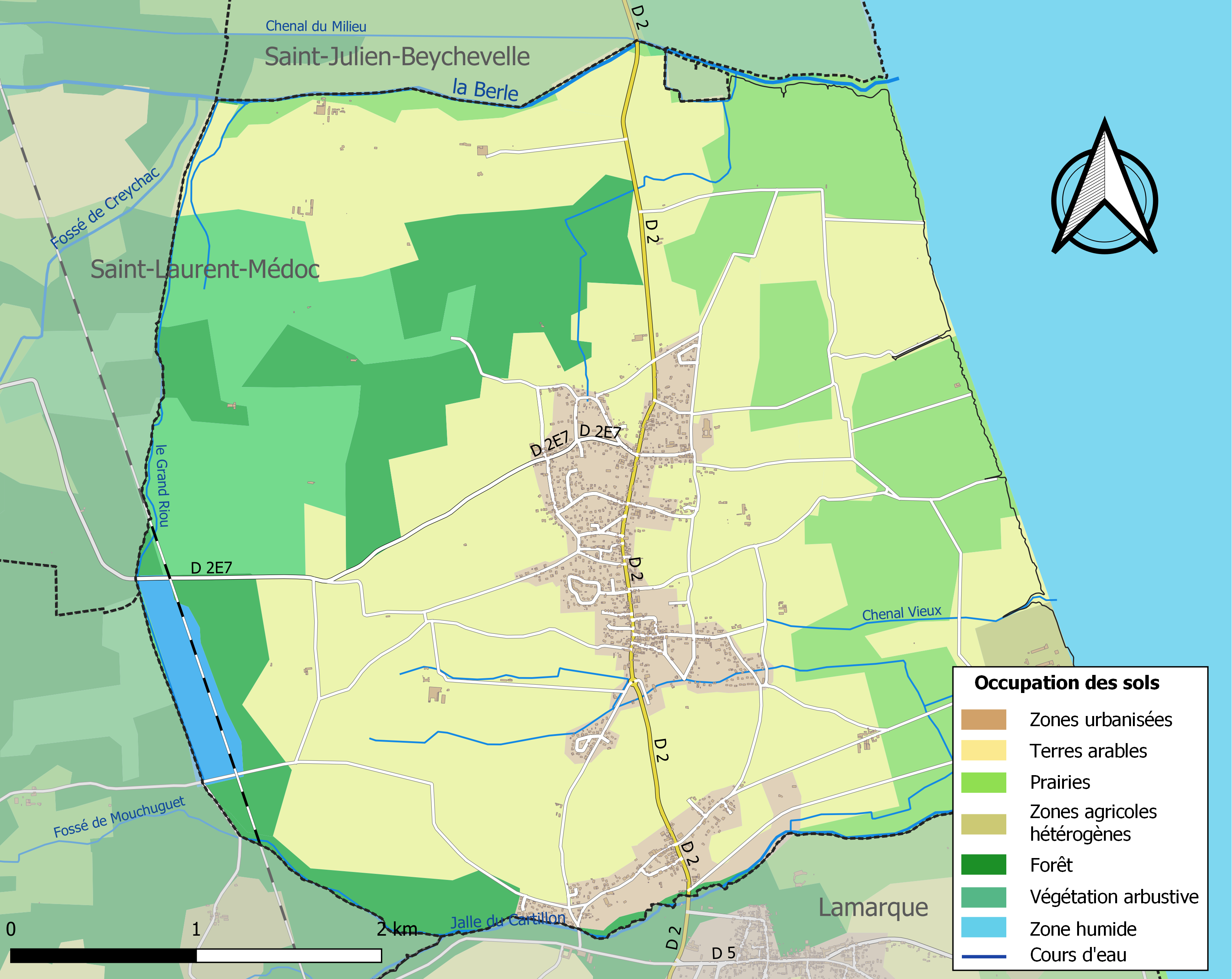
Carte des infrastructures et de l'occupation des sols de la commune en 2018 (CLC).

L'occupation des sols de la commune, telle qu'elle ressort de la base de données européenne d’occupation biophysique des sols Corine Land Cover (CLC), est marquée par l'importance des territoires agricoles (53 % en 2018), en diminution par rapport à 1990 (56,7 %). La répartition détaillée en 2018 est la suivante : 
cultures permanentes (32,6 %), eaux maritimes (22,2 %), prairies (12,6 %), forêts (9,7 %), milieux à végétation arbustive et/ou herbacée (7,2 %), zones urbanisées (6,7 %), terres arables (6 %), zones agricoles hétérogènes (1,8 %), eaux continentales (1,1 %). L'évolution de l’occupation des sols de la commune et de ses infrastructures peut être observée sur les différentes représentations cartographiques du territoire : la carte de Cassini (XVIIIe siècle), la carte d'état-major (1820-1866) et les cartes ou photos aériennes de l'IGN pour la période actuelle (1950 à aujourd'hui).

### Risques majeurs
Le territoire de la commune de Cussac-Fort-Médoc est vulnérable à différents aléas naturels : météorologiques (tempête, orage, neige, grand froid, canicule ou sécheresse), inondations, feux de forêts et séisme (sismicité très faible). Il est également exposé à un risque technologique, le risque nucléaire. Un site publié par le BRGM permet d'évaluer simplement et rapidement les risques d'un bien localisé soit par son adresse soit par le numéro de sa parcelle.

#### Risques naturels
Certaines parties du territoire communal sont susceptibles d’être affectées par le risque d’inondation par débordement de cours d'eau, notamment la Berle. La commune a été reconnue en état de catastrophe naturelle au titre des dommages causés par les inondations et coulées de boue survenues en 1982, 1999, 2003, 2009 et 2010,.
Cussac-Fort-Médoc est exposée au risque de feu de forêt. Depuis le 20 avril 2016, les départements de la Gironde, des Landes et de Lot-et-Garonne disposent d’un règlement interdépartemental de protection de la forêt contre les incendies. Ce règlement vise à mieux prévenir les incendies de forêt, à faciliter les interventions des services et à limiter les conséquences, que ce soit par le débroussaillement, la limitation de l’apport du feu ou la réglementation des activités en forêt. Il définit en particulier cinq niveaux de vigilance croissants auxquels sont associés différentes mesures,.

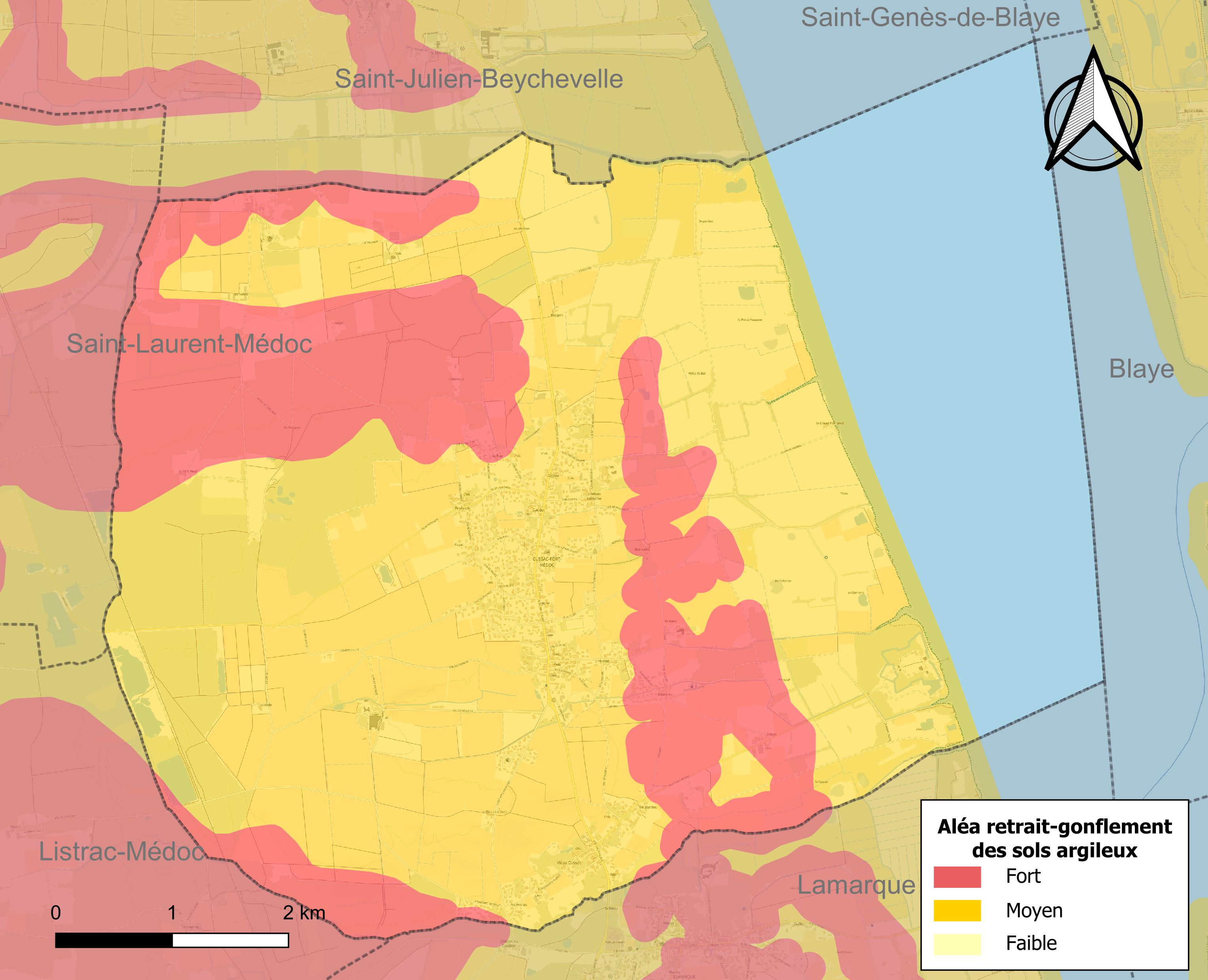
Carte des zones d'aléa retrait-gonflement des sols argileux de Cussac-Fort-Médoc.

Le retrait-gonflement des sols argileux est susceptible d'engendrer des dommages importants aux bâtiments en cas d’alternance de périodes de sécheresse et de pluie. 79,3 % de la superficie communale est en aléa moyen ou fort (67,4 % au niveau départemental et 48,5 % au niveau national). Sur les 850 bâtiments dénombrés sur la commune en 2019,  850 sont en aléa moyen ou fort, soit 100 %, à comparer aux 84 % au niveau départemental et 54 % au niveau national. Une cartographie de l'exposition du territoire national au retrait gonflement des sols argileux est disponible sur le site du BRGM,.
Par ailleurs, afin de mieux appréhender le risque d’affaissement de terrain, l'inventaire national des cavités souterraines permet de localiser celles situées sur la commune.
Concernant les mouvements de terrains, la commune a été reconnue en état de catastrophe naturelle au titre des dommages causés par la sécheresse en 2003 et 2012 et par des mouvements de terrain en 1999.

#### Risques technologiques
La commune étant située totalement dans le périmètre du plan particulier d'intervention (PPI) de 20 km autour de la centrale nucléaire du Blayais, elle est exposée au risque nucléaire. En cas d'accident nucléaire, une alerte est donnée par différents médias (sirène, sms, radio, véhicules). Dès l'alerte, les personnes habitant dans le périmètre de 2 km se mettent à l'abri. Les personnes habitant dans le périmètre de 20 km peuvent être amenées, sur ordre du préfet, à évacuer et ingérer des comprimés d’iode stable,,.

## Histoire
Le Fort Médoc a été construit sous le règne de Louis XIV à partir de 1689.

## Politique et administration
| Période                                  | Période   | Identité           | Étiquette | Qualité                               |
| ---------------------------------------- | --------- | ------------------ | --------- | ------------------------------------- |
| Les données manquantes sont à compléter. |           |                    |           |                                       |
| 1971                                     | mars 1989 | Jean-René Farrieu  |           |                                       |
| mars 1989                                | mars 2008 | Jean-Claude Martin | SE        |                                       |
| mars 2008                                | mai 2009  | Thierry Heulle     |           |                                       |
| mai 2009                                 | En cours  | Dominique Fedieu   | PS        | Agriculteur, conseiller départemental |

## Démographie
Les habitants sont appelés les Cussacais.
L'évolution du nombre d'habitants est connue à travers les recensements de la population effectués dans la commune depuis 1793. Pour les communes de moins de 10 000 habitants, une enquête de recensement portant sur toute la population est réalisée tous les cinq ans, les populations de référence des années intermédiaires étant quant à elles estimées par interpolation ou extrapolation. Pour la commune, le premier recensement exhaustif entrant dans le cadre du nouveau dispositif a été réalisé en 2008.

En 2022, la commune comptait 2 326 habitants, en évolution de +6,36 % par rapport à 2016 (Gironde : +6,91 %, France hors Mayotte : +2,11 %).
| 1793  | 1800 | 1806 | 1821 | 1831 | 1836  | 1841  | 1846  | 1851  |
| ----- | ---- | ---- | ---- | ---- | ----- | ----- | ----- | ----- |
| 1 008 | 700  | 892  | 831  | 958  | 1 031 | 1 044 | 1 095 | 1 122 |

| 1856  | 1861  | 1866  | 1872  | 1876  | 1881  | 1886  | 1891  | 1896  |
| ----- | ----- | ----- | ----- | ----- | ----- | ----- | ----- | ----- |
| 1 183 | 1 203 | 1 210 | 1 333 | 1 407 | 1 343 | 1 309 | 1 405 | 1 432 |

| 1901  | 1906  | 1911  | 1921 | 1926 | 1931 | 1936 | 1946 | 1954 |
| ----- | ----- | ----- | ---- | ---- | ---- | ---- | ---- | ---- |
| 1 351 | 1 244 | 1 083 | 952  | 905  | 863  | 904  | 870  | 711  |

| 1962 | 1968 | 1975 | 1982  | 1990  | 1999  | 2006  | 2008  | 2013  |
| ---- | ---- | ---- | ----- | ----- | ----- | ----- | ----- | ----- |
| 785  | 792  | 824  | 1 101 | 1 318 | 1 355 | 1 692 | 1 794 | 2 106 |

| 2018  | 2022  | - | - | - | - | - | - | - |
| ----- | ----- | - | - | - | - | - | - | - |
| 2 294 | 2 326 | - | - | - | - | - | - | - |

## Économie
Viticulture : haut-médoc, saint-julien (AOC)

## Culture locale et patrimoine

### Lieux et monuments
- Église Saint-Symphorien. Elle est inscrite à l'Inventaire général du patrimoine culturel[33].
- Le château La Chesnaye-Sainte-Gemme[34]
- Le Fort Médoc, classé au patrimoine mondial de l'UNESCO avec le Fort Paté et la citadelle de Blaye, est membre du Réseau des sites majeurs de Vauban.

Le site du Fort Médoc a accueilli 10 154 pionniers et caravelles Scouts et Guides de France dans le cadre du rassemblement CitéCap en juillet 2010.
- Le château Beaumont[35]
- Le château Lanessan[36], ses chais[37], sa ferme[38], ses écuries[39] et son château d'eau[40],[41]
- Les châteaux Bernones, du Rau, de Lamothe, de Camino-Salva, de Romefort et d’Aney[42].

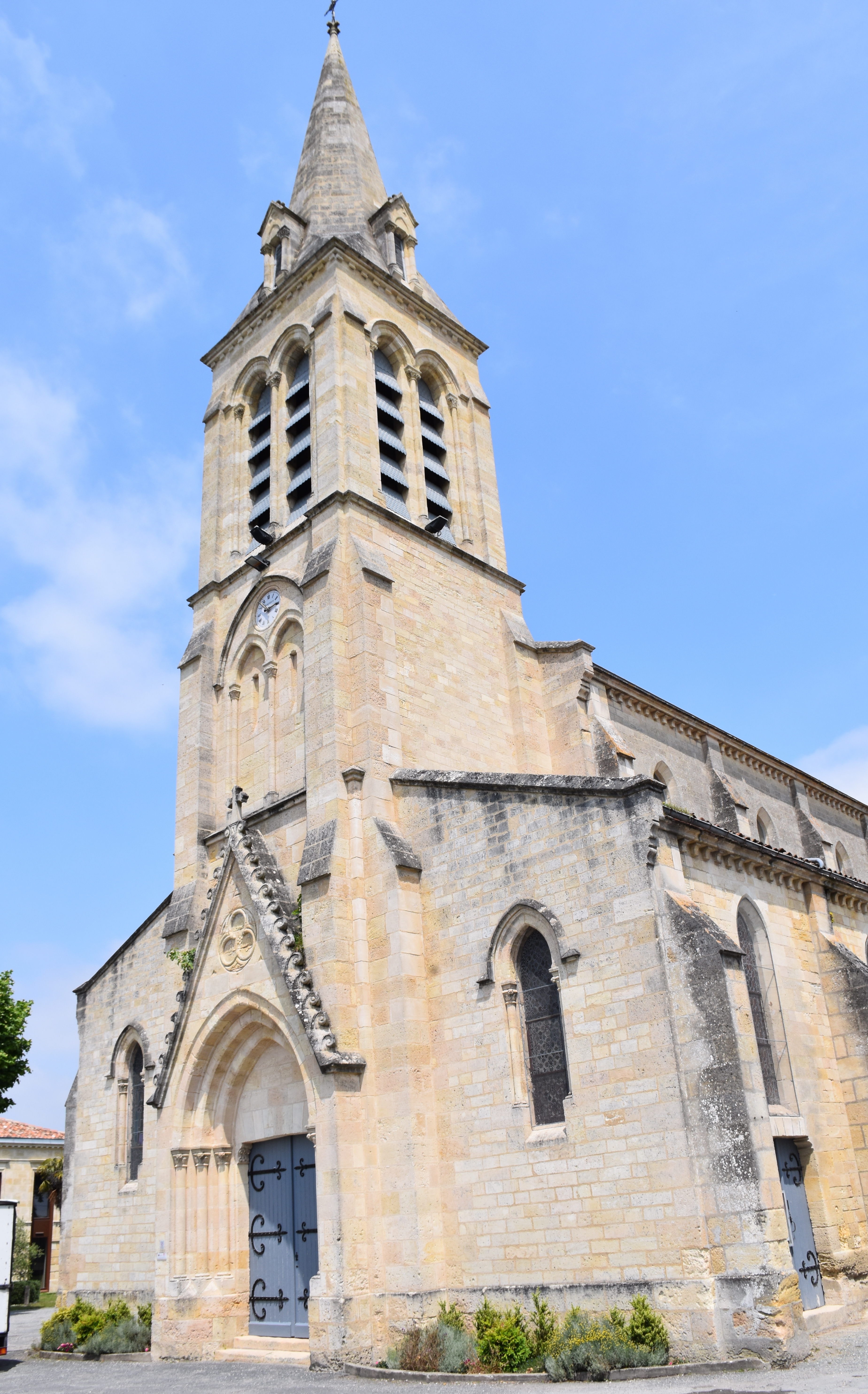
Église Saint-Symphorien.
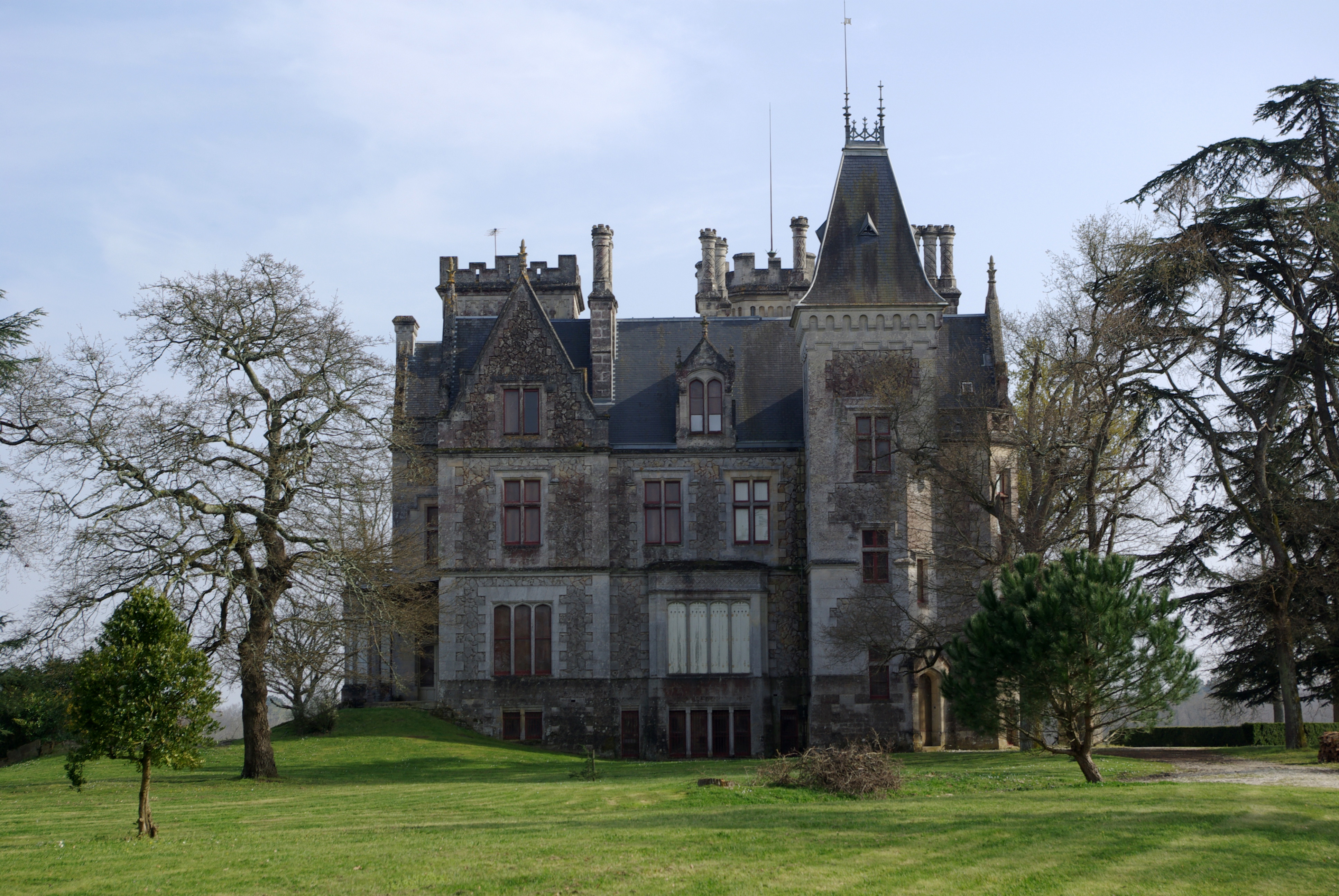
Château La Chesnaye-Sainte-Gemme.
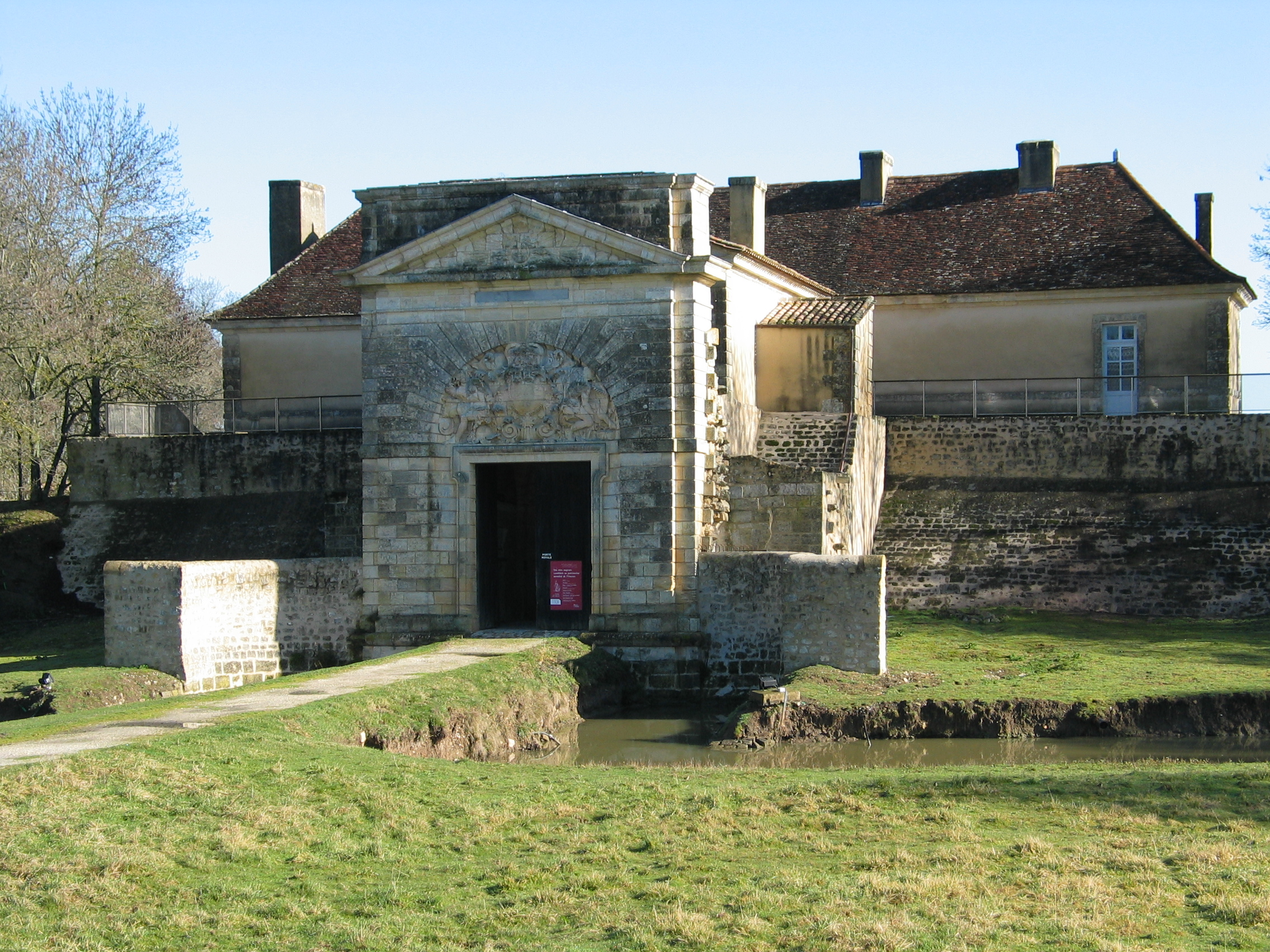
Fort Médoc, Porte royale.
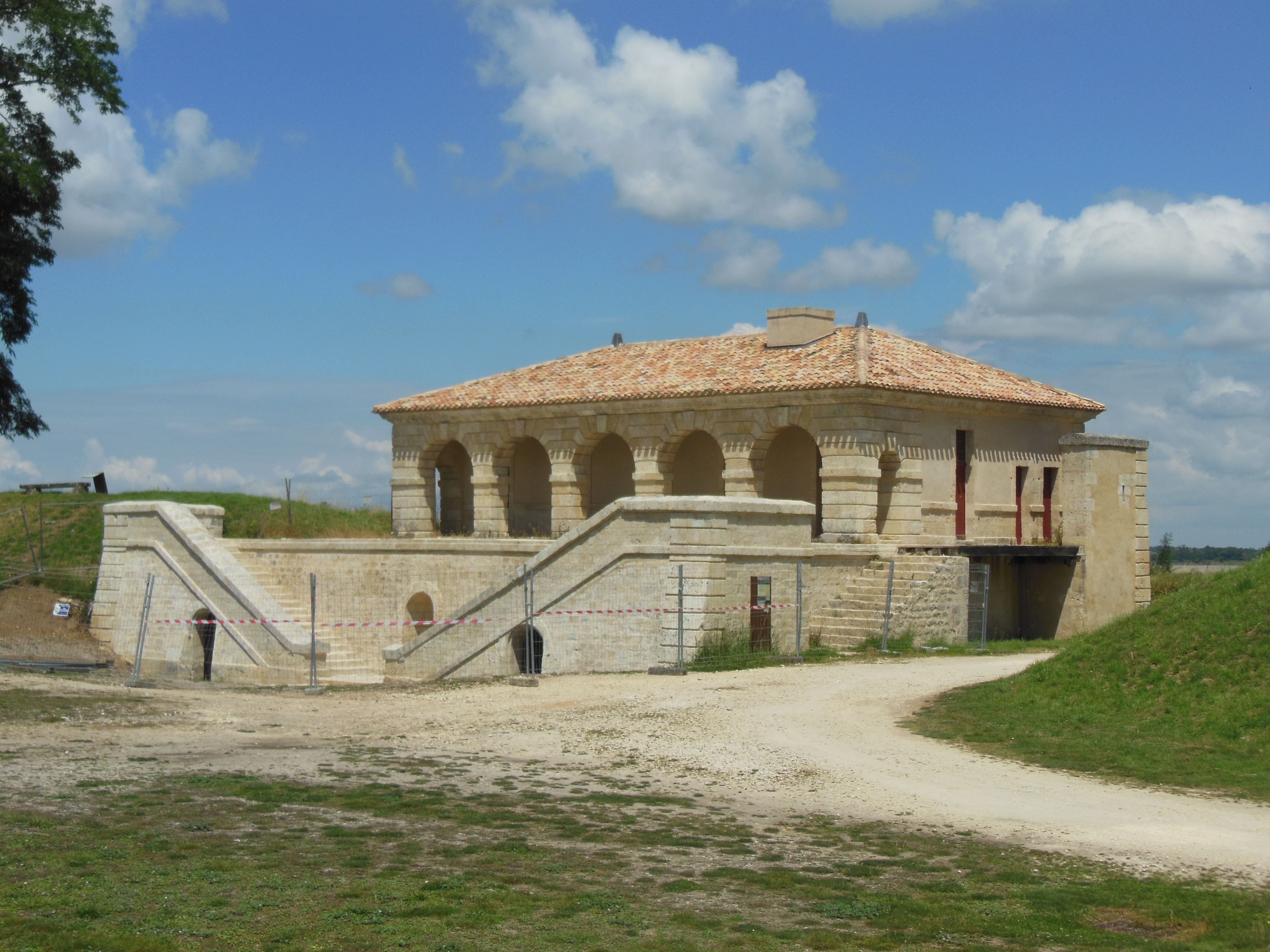
Fort Médoc, Corps de garde.
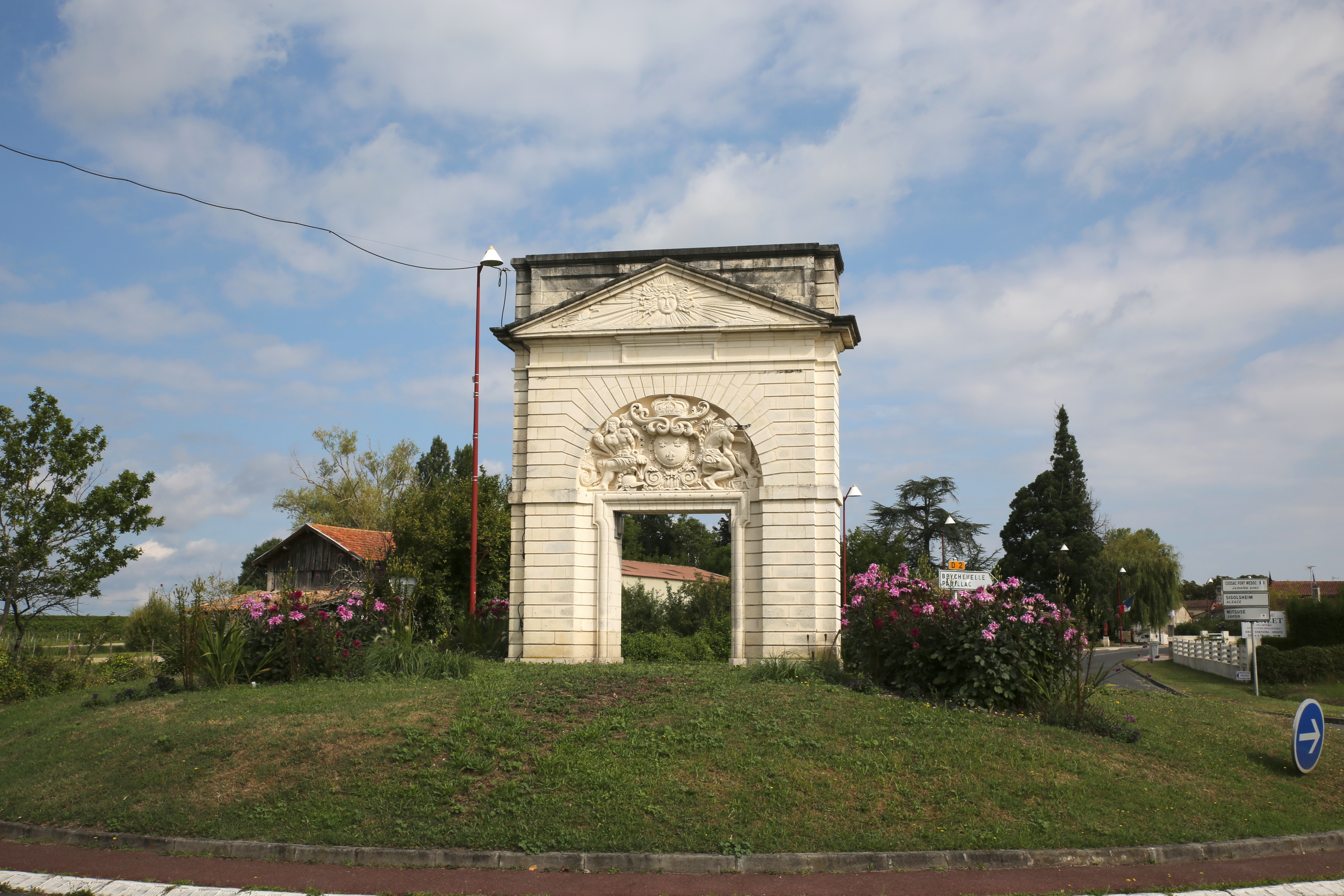
Giratoire.
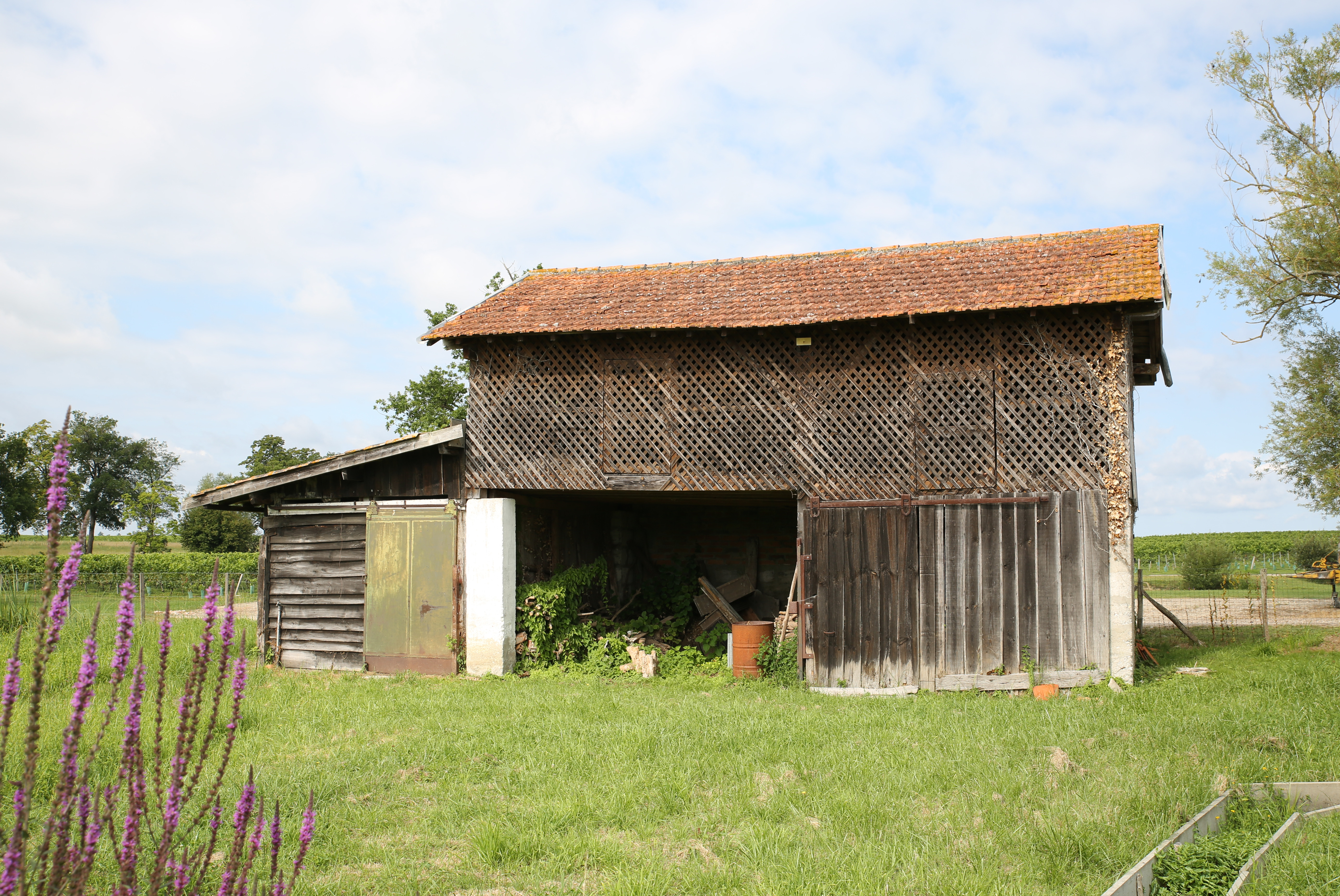
Grange.

### Personnalités liées à la commune
- Joseph Despaze (1776-1814), écrivain et poète satirique mort à Cussac.

### Héraldique
| Blason de Cussac-Fort-Médoc | « Tranché, au premier d’azur à l’écusson écartelé d’azur et d’or timbré d’un heaume empanaché d’argent à visière de sable, taré de front, sommé d’une petite sirène aussi d’argent tenant, de sa dextre, un monde du même croisé aussi de sable et, de sa senestre, une épée du même, soutenu d’un listel courbé chargé de l’inscription EN DIEU EST MON DESIR en lettres capitales de sable, au second de sinople à la grappe de raisin de pourpre, à la tige au naturel en barre, feuillée de deux pièces du champ ; au filet d’or brochant sur la partition. » |

* Il y a là non-respect de la règle de contrariété des couleurs : ces armes sont fautives (pourpre sur sinople).
Sur le site de la commune on trouve : « La devise de cette noble famille était "En Dieu est mon espoir", citation que nous retrouvons sur l'ancien blason de CUSSAC. » Le blason ici dessiné comportant cette devise n'est donc pas le blason actuel.